# Maya Verlaak
Maya Verlaak (Gent, 1990) is een Belgische componist, performer, onderzoeker, curator en docent compositie aan het Conservatorium van Amsterdam.

## Opleiding
Maya studeerde compositie aan het Koninklijk Conservatorium in Den Haag. Haar docenten waren Gilius van Bergeijk, Diderik Haakma Wagenaar, Peter Adriaansz en Martijn Padding. Sinds 2018 is Maya docent compositie aan het Conservatorium van Amsterdam. In 2019 behaalde ze haar doctoraat in de wijsbegeerte aan Birmingham City University.

## Werkbespreking
Maya's creatief proces vertrekt vanuit een analyse van de specifieke context van de compositieopdracht. Binnen haar compositiepraktijk ontwikkelt ze nieuwe methoden en is er een speelsheid te vinden in haar oplossingen. Dit doet ze door afstand te nemen en zicht te positioneren als buitenstaander in haar compositieproces. Haar werken geven ruimte voor toeschouwers en muzikanten tot kritisch denken en interactie.
Ze schreef werken voor Festival Transit, Ensemble Klang, Londin Sinfoietta, ACM ensemble, ensemble x.y, Another Timbre, 840 Series, Music We’d Like to Hear, Royal Birmingham Conservatoire Symphony Orchestra, IEMA-ensemble modern.
Tot slot is Maya een van de oprichters en curator van de concertserie Post-Paradise in Birmingham waar jonge componisten aan kunnen deelnemen. Vervolgens is ze ook medeoprichter en lid van het Acid Police Noise Ensemble, een kunstenaarscollectief waarin ze zelf geregeld actief is als podiumkunstenaar en organisator.
- International Standard Name Identifier: 0000 0004 9273 9426
- Library of Congress Control Number: no2021040030
- MusicBrainz: de2f9778-af07-414a-84c0-aade86a42e68
- Virtual International Authority File: 20161816148927720158